# Mullitzbach (Iseltal)
Der Mullitzbach, auch Mühl Bach, Mulitzbach oder Mulitzbachl, im Oberlauf auch Gossenbach genannt, ist ein Bach in der Gemeinde Ainet (Bezirk Lienz). Der Mullitzbach mündet westlich von Ainet in den Daberbach.

## Namensherkunft
Der Mullitzbach ist bereits im Jahr 1553 als „Mullitz Pach“ belegt. Der Name leitet sich vom slawischen ab und bedeutet „feiner Sand“, Flusssand, Letten oder angeschwemmter Schlamm (slowenisch: mulj). 

## Verlauf
Der Mullitzbach entspringt an den Südwestflanken der Schobergruppe südlich des Niederen Prijakt im Bereich der Anthofhütte. Er fließt in südwestlicher Richtung fast ausschließlich durch bewaldetes Gebiet, bevor er oberhalb des Ortsteils Mullitze ins Iseltal eintritt. Er speist in der Folge einen Fischteich und fließt oberhalb bzw. nördlich des Ortsteils Tratte entlang, bevor er nach Tratte die Felbertauern Straße unterquert und kurz danach in ein vom Daberbach gespeistes, stehendes Gewässer einmündet. Dieses Gewässer entwässert wiederum in die Isel. 